# Круті сходи
«Круті сходи» — радянський художній чорно-білий драматичний фільм 1957 року режисера Сигізмунда Навроцького, знятий на Київській кіностудії ім. О. П. Довженка.
Прем'єра відбулася 25 липня 1957 року.

## Сюжет
Фільм розповідає про життя та становлення особистості Євгена Наріжного, який приїжджає з Німеччини до Петербурга і стикається з подіями революції 1905 року. На початку він проповідує ідеї науки та відмовляється від політичних переконань своєї дружини, борця за більшовицьку ідею. Однак Наріжний бачить жахи війни, стикається зі зрадою і втрачає близьких. Його життєвий шлях приводить його до перегляду своїх поглядів та розуміння необхідності боротьби за свободу та справедливість. Зрештою, завдяки подіям Жовтневої революції, Нарежний знаходить свій новий сенс життя і починає викладати на кафедрі Київського політехнікуму, передаючи свої знання та ідеали новому поколінню студентів.

## Ролі виконують
- Володимир Дружніков — Євген Тарасович Наріжний
- Таїсія Литвиненко — Олена Чернова
- Микола Тимофєєв — Соколенко
- Костянтин Сорокін — Барашко
- Михайло Астангов — Просков
- Раїса Єсипова — тітка Ліза
- Вова Олевський — Вася
- Володимир Балашов — Семен Матвійович Галаган
- Валерій Яковлєв — граф Кутов
- Байба Індріксоне — Емілія он Рафке
- Григорій Шпігель — Рафке.
- Георгій Бударов — Фукс
- Павло Шпрінгфельд — Крюгер
- Олексій Бунін — керуючий
- Дмитро Франько — Морозов
- Наталія Гіцерот — дружина Проскова
- Віктор Халатов — гардеробник
- Павло Киянський — телеграфіст
- Іван Кононенко-Козельський
- Юрій Лавров — викладач
- Варвара М'ясникова — мати Євгена Наріжного
- Сергій Петров — Сергій Опанасович
- Волдемар Шварц — епізодична роль
- Вільма Варна.

## Знімальна група
- Автори сценарію: Віктор Золотаревський, Ігор Луковський
- Режисер-постановник: Сигізмунд Навроцький
- Оператори: Олексій Панкратьєв, Олексій Прокопенко
- Художник: Олексій Бобровніков
- Композитор: Оскар Сандлер
- Звукооператор: Рива Бісна
- Режисер: О. Бочаров
- Монтажник: Л. Хіт
- Художник з костюмів: Зінаїда Корнєєва
- Декорації: Олександр Кудря
- Гример: М. Лосєв
- Комбіновані зйомки:
  - Оператори: Михайло Карюков, Олександр Пасухов
  - Художник: Георгій Лукашев
- Редактор: Олександр Перегуда
- Диригент: Петро Поляков
- Директор картини: Леонід Нізгурецький